# タルチェント
タルチェント（伊: Tarcento）は、イタリア共和国フリウリ＝ヴェネツィア・ジュリア州ウーディネ県にある、人口約8,900人の基礎自治体（コムーネ）。

## 名称
標準イタリア語以外では以下の名称を持つ。
- フリウリ語: Tarcint

## 地理

### 位置・広がり

#### 隣接コムーネ
隣接するコムーネは以下の通り。
- カッサッコ
- ルゼーヴェラ
- マニャーノ・イン・リヴィエーラ
- モンテナルス
- ニーミス
- レアーナ・デル・ロイアーレ
- トリチェージモ

### 気候分類・地震分類
タルチェントにおけるイタリアの気候分類 (it) および度日は、zona E, 2702 GGである。
また、イタリアの地震リスク階級 (it) では、zona 1 (sismicità alta) に分類される。

## 行政

### 分離集落
タルチェントには、以下の分離集落（フラツィオーネ）がある。
- Bulfons, Ciseriis, Coia, Collalto, Collerumiz, Loneriacco

## 姉妹都市
- ウンターフェーリング（ドイツ語版）、ドイツ
- ボヴェツ、スロベニア
- アルノルトシュタイン（ドイツ語版）、オーストリア